# 埃塞克斯郡旗
埃塞克斯郡旗（Essex flag）是英國英格蘭埃塞克斯郡的旗幟，底色為紅色，上有三把刀的圖案。旗幟上的刀是薩克遜人的傳統刀具。